# Ópiter Verginio Tricosto
Ópiter Verginio Tricosto  (m. 486 a. C.) fue un político y militar romano de los siglos VI y V a. C., miembro de la gens Verginia.

## Familia
Verginio fue miembro de los Verginios Tricostos, una rama familiar patricia de la gens Verginia. Su relación con otros miembros de esta gens no es bien conocida, pero pudo ser el padre de Ópiter Verginio Tricosto Esquilino y estar emparentado directamente con los Verginios Tricostos Rútilos.

## Carrera pública
Fue elegido cónsul en el año 502 a. C. Estuvo al cargo de la guerra contra los auruncos junto con su colega Espurio Casio, en cuyo transcurso llegaron a tomar la ciudad de Pomecia. Por sus éxitos militares, él y su colega obtuvieron un triunfo. Otra tradición lo convierte en el conquistador de la ciudad latina de Cameria.
Murió en el año 486 a. C. en guerra contra los volscos.